# Åssiden kirke
Åssiden kirke ligger i Åssiden i Drammens kommun i Buskerud fylke i Norge. Kyrkan är belägen i Drammens västra utkant, norr om Drammenselva.

## Kyrkobyggnaden
Tegelkyrkan uppfördes 1967 efter ritningar av arkitekterna Harald Hille och Odd Østbye. Prospekteringen startade år 1962, projektet godkändes januari 1965 och 14 april 1967 invigdes kyrkan.
Kyrkan har ett brett kyrkorum som avslutas med en halvrund absid i öster. Vid kyrkans södra ingång finns ett högt kyrktorn. I kyrkan ryms 350 personer.

## Inventarier
Vid kyrkorummets norra sida finns en predikstol. Södra väggen har tre nischer. I östra nischen finns en dopfunt av tegel. I den mellersta finns en cembalo. I den västra nischen finns en orgel byggd av Ernst Junker.
Tre kyrkklockor är gjutna 1966 av Olsen Nauens klockgjuteri.